# Uwe Preußner
Uwe Preußner (* 9. Januar 1950 in Dresden; † 6. August 1969 in Hildburghausen) war ein Todesopfer an der innerdeutschen Grenze, der während seiner Flucht aus dem Grenzdienst von seinem vorgesetzten Offizier erschossen wurde.

## Leben
Der Betonbauer Uwe Preußner wurde im Mai 1969 als wehrpflichtiger Soldat zu den Grenztruppen der DDR einberufen. Er war am 6. August 1969 in der Nähe von Mendhausen als Pionier zur Erneuerung des vordersten Grenzzaunes eingesetzt, als er sich zur Flucht entschloss. Gegen 13.40 Uhr überschritt Preußner die Grenze und warf sich, bereits auf dem Gebiet der Bundesrepublik, zu Boden, da zwei Sicherungsposten mit ihren AK-47 auf ihn schossen. Robbend versuchte Preußner, ins Hinterland zu gelangen. Dabei schoss der stellvertretende Kompaniechef aus ca. 20 m Entfernung mit seiner Dienstpistole auf ihn und traf ihn in den Kopf. Preußner verlor das Bewusstsein und wurde vom Schützen und einem anderen Offizier zurück über die Grenze geschleift. Nachdem er ins Kreiskrankenhaus Hildburghausen gebracht wurde, verstarb Preußner gegen 15:15 Uhr.
Der Schütze wurde im Juli 1993 vom Landgericht Schweinfurt zu fünf Jahren und sechs Monaten Haft wegen Totschlags verurteilt. Der Bundesgerichtshof hob die Verurteilung zugunsten des Täters auf. Dieser wurde im Juli 1994 von einer anderen Strafkammer des Landgerichtes Schweinfurt zu zwei Jahren und vier Monaten Haft wegen Totschlags in einem minderschweren Fall verurteilt.